# Furgon

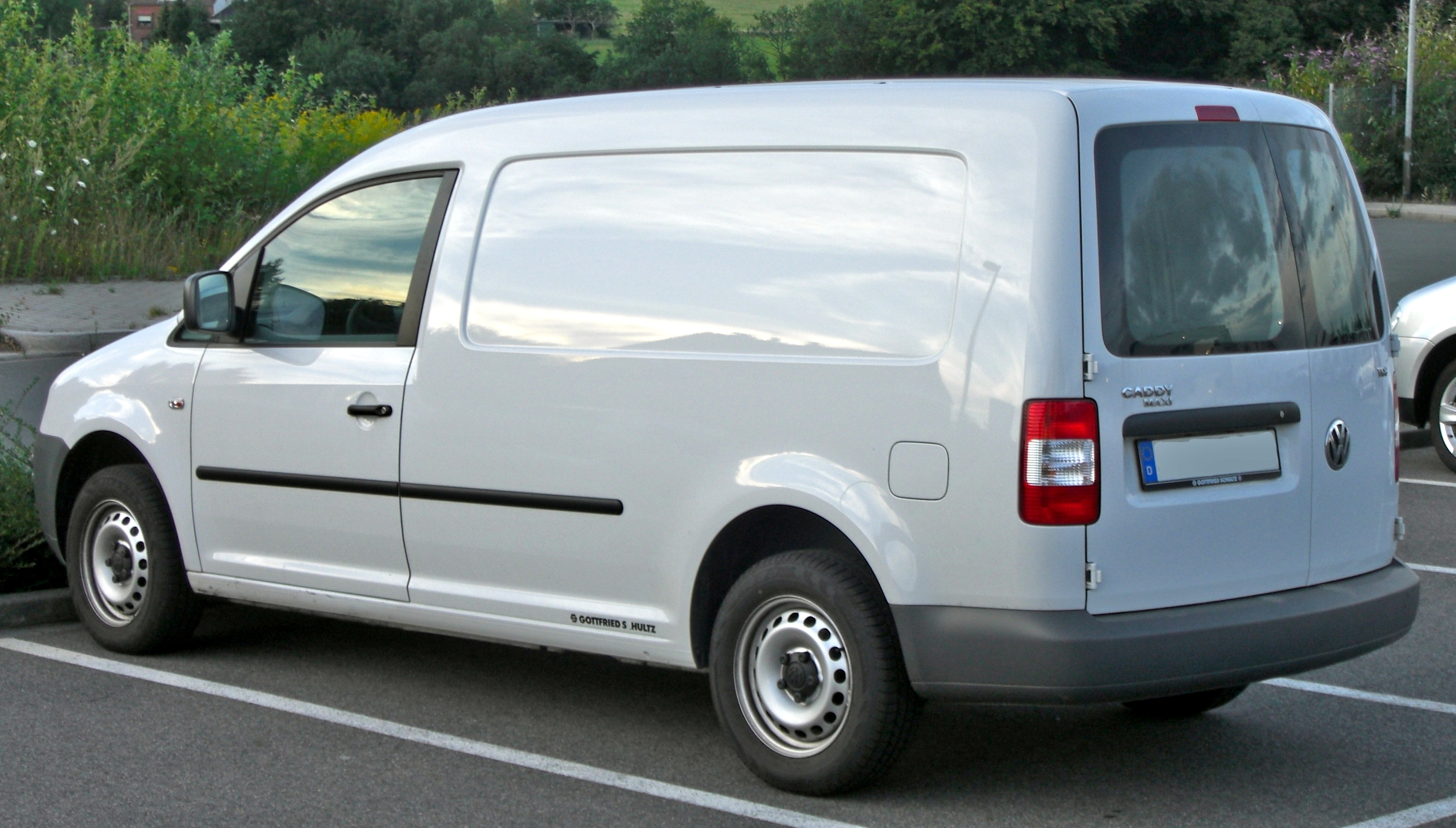
Volkswagen Caddy Maxi od tyłu

Nadwozie furgonowe (krótko furgon) – zamknięte nadwozie samochodów dostawczych i ciężarowych posiadających sztywny dach i ściany, odchylane drzwi tylne i często odchylane lub przesuwane drzwi boczne. Furgon służy do przewożenia towarów. Furgony mogą powstawać na bazie konstrukcji samochodów osobowych, a z kolei na ich bazie także może powstać odmiana osobowa. Przykładowo Volkswagen Caddy Maxi ma osobową odmianę Volkswagen Caddy Maxi Life.